# هورستد کینز
هورستد کینز (به انگلیسی: Horsted Keynes) یک روستا و محله مدنی در بریتانیا است که در Mid Sussex واقع شده‌است. هورستد کینز ۱۵٫۸۱ کیلومتر مربع مساحت و ۱٬۵۰۷ نفر جمعیت دارد.